# Orde van Pahlavi
De Orde van Pahlavi, van het Keizerrijk Perzië, in het Farsi "Nishan-i-Pahlavi" geheten, was een hoge Perzische ridderorde. De in 1925 door Reza Pahlavi ingestelde orde kende twee graden en was naar de heersende dynastie der Pahlavi genoemd. De orde is na de val van de laatste Sjah afgeschaft.

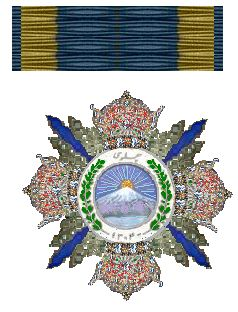
Ster en lint

De versierselen omvatten een zware ordeketen met blauwe en gouden schakels met daaraan de ster van de orde en een op de borst gedragen ster.

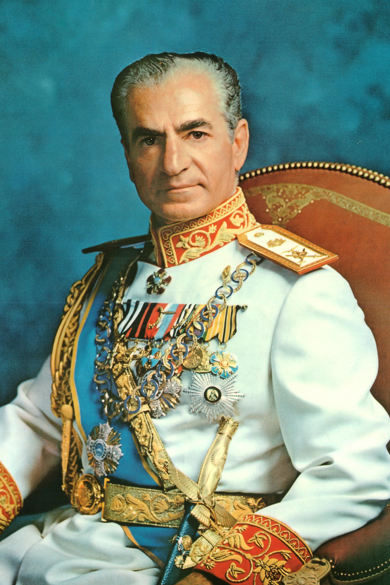
Mohammed Reza Pahlavi met keten, lint en ster van de Orde van Pahlevi

Het kleinood is een schitterend en zeer kostbaar uitgevoerd juweel in de vorm van een kruis waarvan de armen door vier keizerskronen worden gevormd. Daartussen zijn gouden en blauwe stralen geplaatst. In het centrale medaillon is een besneeuwde berg met daarachter de zon afgebeeld. De ster is gelijk aan het kleinood.
De IIe Klasse van de orde draagt een kleinood dat schakels in plaats van stralen tussen de vier kronen draagt.
Het lint was blauw met een gouden rand.
Prins Bernhard der Nederlanden was "Grootkruis in de Orde van Pahlavi", zie de Lijst van onderscheidingen van prins Bernhard der Nederlanden.